# Tab Hunter
Tab Hunter (11. juli 1931 – 8. juli 2018) var en amerikansk filmskuespiller.